# Грегорі Леско
Грегорі Леско (фр. Grégory Lescot, нар. 10 травня 1989, Каєнна) — гвіанський футболіст, півзахисник клубу «Шартр» та національної збірної Французької Гвіани.

## Клубна кар'єра
Розпочав грати в футбол 2008 року на батьківщині в клубі «КСК Каєнна» з рідного міста, в якій провів один сезон.
2009 року Грегорі відправився у материкову Францію, де один сезон пограв за дубль «Тура» в п'ятому дивізіоні, після чого грав за «Туар», з яким за підсумками сезону 2010/11 вийшов з шостого дивізіону до п'ятого.
З 2014 року два сезони захищав кольори клубу «Брессюїр» у п'ятому французькому дивізіоні, після чого приєднався 2016 року до клубу «Шартр» з четвертого дивізіону. Відтоді встиг відіграти за нього 22 матчі в національному чемпіонаті.

## Виступи за збірну
22 квітня 2009 року дебютував в офіційних матчах у складі національної збірної Французької Гвіани в товариській грі проти збірної Суринаму (0:0).
У складі збірної був учасником розіграшу Золотого кубка КОНКАКАФ 2017 року у США, на якому зіграв у всіх трьох матчах.